# Concert del Palau Sant Jordi del 14 de juny de 1991
El concert del Palau Sant Jordi del 14 de juny de 1991, altrament apel·lat com el macroconcert del Palau Sant Jordi o la gran nit del Sant Jordi, va ser un recital musical conjunt que actuaren els quatre principals grups musicals del rock català d'aquell moment. 21.104 espectadors ompliren el Palau Sant Jordi de Barcelona per veure Sau, Sopa de Cabra, Els Pets i Sangtraït. El concert va ser impulsat pels mànagers de les quatres bandes i va comptar amb el suport de l'oficina de música de la Generalitat de Catalunya (Ressons), paper que va estar envoltat d'una forta polèmica. La gran assistència de públic va permetre batre el rècord europeu de públic en un recinte tancat. La importància que prengué el concert rau en el fet que les quatre bandes, com bona part l'anomenat rock català del 1990, tenien l'origen en nuclis mitjans de Catalunya i que foren capaços d'omplir el Palau Sant Jordi cantant en català.
Tocaren algunes de les cançons més representatives de les bandes com «Tarragona m'esborrona» o «S'ha acabat» dels Pets, «L'Empordà» o «El sexo» de Sopa de Cabra, «Sang en el fang» o «Els senyors de les pedres» de Sangtraït i «Foc al cos» o «Deprimit» de Sau.
Les més de 21 mil entrades, a un preu màxim de 1.600 pessetes, es van esgotar quatre dies abans de l'esdeveniment. El públic era principalment jove, majoritàriament adolescent. El cost de dur les quatre bandes va ascendir als 25 milions de pessetes. Segons la revista Enderrock, l'espectacle va ser econòmicament rendible. La durada de les actuacions va ser d'una hora per banda i l'ordre de sortida a l'escenari va ser repartit per sorteig. Finalment, el concert s'allargà més de 5 hores i finalitzà ja entrada la matinada. El recital va ser enregistrat per Televisió de Catalunya i va ser emès en directe entre les 22:15 i les 23:45 pel Canal 33.